# Jürgen Klinsmann
Jürgen Klinsmann (Göppingen, 30 juli 1964) is een Duits voetbaltrainer en voormalig profvoetballer. Sinds 2023 is hij bondscoach van Zuid-Korea.

## Spelerscarrière

### Jeugd
Jürgen Klinsmann werd geboren in het West-Duitse Göppingen als de zoon van Martha en Siegfried Klinsmann. Zijn vader was een bakker. Daarnaast had hij ook drie broers.
Via de bescheiden clubs TB Gingen en Geislingen an der Steige belandde Klinsmann in 1974 bij de jeugd van SV Stuttgarter Kickers. De blonde aanvaller bleek al snel een talentvolle voetballer te zijn, maar moest van zijn ouders zijn opleiding als bakker afmaken. In 1982 rondde Klinsmann zijn bakkersopleiding af.

### Stuttgarter Kickers
Datzelfde jaar maakte Klinsmann zijn debuut in het eerste elftal van Stuttgarter Kickers. Vanaf het seizoen 1982/83 zou de 17-jarige spits een vaste waarde worden. In die dagen legde Klinsmann ook regelmatig intensieve trainingen af onder leiding van Horst Allman, een gerenommeerde sprintcoach. Onder toezicht van Allman verbeterde Klinsmann zijn snelheid. In het seizoen 1983/84 werd hij met 19 doelpunten een van de uitblinkers in de 2. Bundesliga.

### VfB Stuttgart

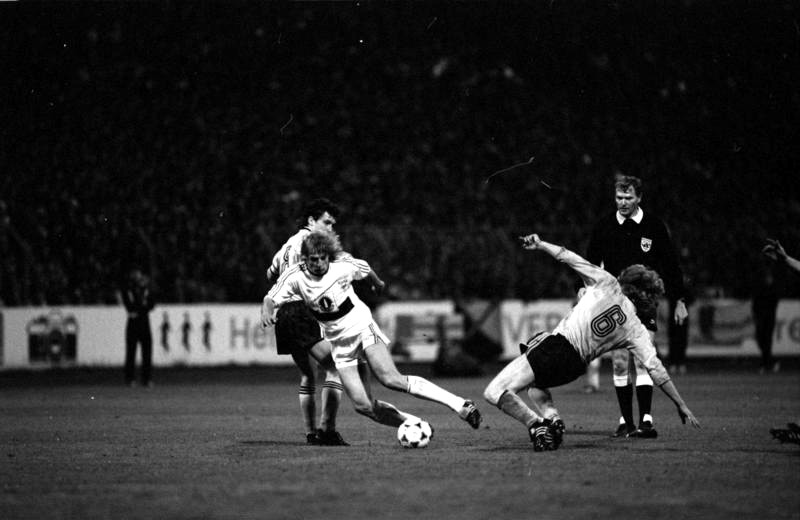
Klinsmann (midden) als speler van VfB Stuttgart (1989).

In 1984 stapte Klinsmann over naar stadsrivaal VfB Stuttgart, dat toen in tegenstelling tot Stuttgarter Kickers wel in de Bundsliga uitkwam. Onder coach Willi Entenmann werd de jonge aanvaller meteen een titularis. In zijn eerste seizoen op het hoogste niveau scoorde Klinsmann 15 doelpunten, waardoor hij samen met Karl Allgöwer topschutter van het team werd. De blonde spits had een uitstekend torinstinct, maar kon niet voorkomen dat Stuttgart in de middenmoot bleef hangen. In 1986 bereikte Klinsmann met Stuttgart de finale van de DFB-Pokal. Stuttgart verloor daarin met 5-2 van Bayern München. Hoewel Stuttgart ook nadien in de Duitse competitie niet verder raakte dan de subtop bleef Klinsmann zich verder ontwikkelen als spits. In het seizoen 1987/88 maakte hij naam met een omhaaldoelpunt tegen Bayern München. Hij scoorde dat seizoen in totaal 19 doelpunten en werd zo topschutter in de Bundesliga. Na afloop van het seizoen werd de 24-jarige Klinsmann voor het eerst verkozen tot Duits voetballer van het jaar.
In het seizoen 1988/89 bereikte Stuttgart, dat inmiddels onder leiding van Arie Haan stond, de finale van de UEFA Cup. Klinsmann kwam in de heenwedstrijd tegen het Napoli van stervoetballer Diego Maradona niet in actie en zag hoe de Duitsers met 2-1 verloren. In de terugwedstrijd was Klinsmann er wel bij. Hij scoorde een doelpunt, maar raakte met Stuttgart niet verder dan een 3-3 gelijkspel.

### Internazionale
In de zomer van 1989 tekende Klinsmann een driejarig contract bij Internazionale. De Italiaanse club van coach Giovanni Trapattoni beschikte toen met Andreas Brehme en Lothar Matthäus al over twee Duitse internationals. Ondanks de defensieve tactiek van Trapattoni slaagde Klinsmann er in zijn eerste jaar in Milaan in om 13 te keer te scoren. Hij leerde bovendien Italiaans spreken, waardoor hij zich ook bij de supporters populair maakte. Na zijn eerste seizoen nam hij met West-Duitsland deel aan het WK in Italië. Klinsmann veroverde er met zijn land de wereldtitel.
Het daaropvolgende seizoen won hij ook met Inter een eerste prijs. Klinsmann en zijn ploegmaats bereikten de finale van de UEFA Cup en namen het daarin met AS Roma op tegen een andere Italiaanse topclub. Inter won de heenwedstrijd in Milaan met 2-0 en hield in de terugwedstrijd stand ondanks een 1-0 nederlaag. In de Serie A bevestigde Klinsmann dat jaar zijn goede vorm met in totaal 14 goals. Na het seizoen werd Klinsmanns contract met twee jaar verlengd.
In 1991 werd Trapattoni opgevolgd Corrado Orrico, maar onder diens leiding zakte Inter in elkaar. Er werden kliekjes gevormd binnen de spelersgroep en topspelers als Klinsmann haalden nooit hun beste vormpeil. Orrico werd nog voor het einde van het seizoen ontslagen, maar ook onder diens opvolger Luis Suárez presteerde Inter niet goed. Klinsmann viel door zijn slechte prestaties ook even naast het Duits elftal.

### AS Monaco
Na het EK 1992 ruilde de aanvaller Italië in voor Frankrijk. Klinsmann ging aan de slag bij het AS Monaco van trainer Arsène Wenger en werd er in de loop der jaren een ploegmaat van onder meer Victor Ikpeba, Emmanuel Petit, Youri Djorkaeff en de Belgen Enzo Scifo en Philippe Léonard. De aanvaller maakte er meteen indruk en loodste Monaco in 1993 naar de tweede plaats in de Ligue 1. Omdat kampioen Olympique Marseille later beschuldigd werd van omkoping mocht Monaco in 1993/94 als vicekampioen deelnemen aan de UEFA Champions League. De Franse club bereikte verrassend de halve finale, waarin het werd uitgeschakeld door latere winnaar AC Milan.
Klinsmann miste wel een deel van het seizoen door gescheurde ligamenten. Bovendien raakte Monaco in de Ligue 1 niet verder dan de 9e plaats. De Duitser, die steeds vaker als enige spits werd uitgespeeld, begon zijn ploegmaats op de korrel te nemen. Na het succesvolle WK 1994 zocht hij andere oorden op.

### Tottenham Hotspur
Ondanks een aanbieding van het Spaanse Atlético Madrid tekende de 30-jarige spits na het WK een contract bij Tottenham Hotspur, dat £2 miljoen (zo'n €2,355 miljoen) betaalde voor zijn transfer. In Engeland was echter niet iedereen even enthousiast met de komst van de Duitser. Klinsmann had in Engeland een slechte reputatie wat betreft schwalbes. Daarnaast had hij ook een belangrijk aandeel in de uitschakeling van de Engelse nationale ploeg op het WK 1990.
Ondanks het scepticisme van de Britse voetbalpers werd Klinsmann in geen tijd een publiekslieveling in Londen. Bij zijn debuutwedstrijd tegen Sheffield United was hij meteen goed voor een doelpunt. Bij het vieren van de goal zorgde hij voor wat zelfspot door opvallend naar de grond te duiken. Tottenham won het spannende duel met 3-4.
Klinsmann werd zo geliefd in Engeland dat er zo'n 150.000 shirts van hem verkocht werden. Daarnaast kreeg hij ook een beeld in Madame Tussauds wassenbeeldenmuseum.
Hij sloot het seizoen af met 21 competitiedoelpunten en werd nadien verkozen tot FWA Footballer of the Year. Hij was na Bert Trautmann de tweede Duitser die de trofee wist te winnen.

### Bayern München
Na een afwezigheid van zes jaar keerde Klinsmann terug naar zijn vaderland. Hij belandde in 1995 bij FC Bayern München, dat toen onder leiding stond van coach Otto Rehhagel. Bayern werd, ondanks een trainerswissel in april 1996, vicekampioen en veroverde voor het eerst de UEFA Cup. In de finale versloeg Bayern het Franse Girondins de Bordeaux met 2-0 en 3-1 zeges. Klinsmann scoorde in de terugwedstrijd het laatste doelpunt van de finale. In totaal was hij goed voor 15 doelpunten in de UEFA Cup, een record dat pas in 2011 verbroken werd door Radamel Falcao's 17 doelpunten in de UEFA Europa League.
In 1996 werd de spits opnieuw verenigd met coach Giovanni Trapattoni. Onder de Italiaan veroverde de 33-jarige Klinsmann zijn eerste Duitse landstitel. Bayern werd in 1997 kampioen met twee punten voorsprong op Bayer Leverkusen.
Ondanks het veroveren van de UEFA Cup en de Duitse titel kende Klinsmann geen al te beste periode in München. Hij had een slechte relatie met ploegmaat Lothar Matthäus en ook Trapattoni gunde de spits weinig vertrouwen. De Italiaanse coach wisselde de spits enkele weken voor het binnenhalen van de titel door Carsten Lakies, een Duitse amateurvoetballer die nadien nooit nog voor het eerste elftal zou uitkomen. Een gefrustreerde Klinsmann trapte na de wissel een reclamebord stuk.

### Sampdoria en opnieuw Tottenham
In 1997 keerde Klinsmann terug naar Italië. Hij tekende een contract bij Sampdoria, maar verliet de club al tijdens de winterstop. Voor de terugronde van het seizoen 1997/98 werd hij uitgeleend aan zijn ex-club Tottenham. Daar scoorde hij 9 keer in 15 competitieduels. Vier van die treffers maakte hij in een ruime zege tegen Wimbledon FC (6-2). Na de laatste speeldag van de Premier League zette Klinsmann een punt achter zijn spelerscarrière.
In 2003 maakte Klinsmann nog even een comeback. Onder het pseudoniem "Jay Göppingen" - verwijzend naar zijn geboorteplaats - sloot hij zich in 2003 aan bij Orange County Blue Star. Hij speelde 8 wedstrijden voor de Amerikaanse club en maakte daarin 5 doelpunten. Klinsmann woonde op dat ogenblik al een tijdje in Californië.

## Statistieken
| Seizoen | Club                    | Competitie       | Wed. | Goals |
| ------- | ----------------------- | ---------------- | ---- | ----- |
| 1981/82 | Stuttgarter Kickers     | 2. Bundesliga    | 6    | 1     |
| 1982/83 | Stuttgarter Kickers     | 2. Bundesliga    | 20   | 2     |
| 1983/84 | Stuttgarter Kickers     | 2. Bundesliga    | 35   | 19    |
| 1984/85 | VfB Stuttgart           | Bundesliga       | 32   | 15    |
| 1985/86 | VfB Stuttgart           | Bundesliga       | 33   | 16    |
| 1986/87 | VfB Stuttgart           | Bundesliga       | 32   | 16    |
| 1987/88 | VfB Stuttgart           | Bundesliga       | 34   | 19    |
| 1988/89 | VfB Stuttgart           | Bundesliga       | 25   | 13    |
| 1989/90 | Internazionale          | Serie A          | 31   | 13    |
| 1990/91 | Internazionale          | Serie A          | 33   | 14    |
| 1991/92 | Internazionale          | Serie A          | 31   | 7     |
| 1992/93 | AS Monaco               | Division 1       | 35   | 19    |
| 1993/94 | AS Monaco               | Division 1       | 30   | 10    |
| 1994/95 | Tottenham Hotspur       | Premier League   | 41   | 21    |
| 1995/96 | Bayern München          | Bundesliga       | 32   | 16    |
| 1996/97 | Bayern München          | Bundesliga       | 33   | 15    |
| 1997/98 | Sampdoria               | Serie A          | 8    | 2     |
| 1997/98 | Tottenham Hotspur       | Premier League   | 15   | 9     |
| 2003    | Orange County Blue Star | PDSL - Southwest | 8    | 5     |
| TOTAAL  | TOTAAL                  | TOTAAL           | 514  | 232   |

## Nationale ploeg
Klinsmann maakte als tiener deel uit van de nationale jeugdploegen van West-Duitsland. In 1988 nam hij met zijn land deel aan de Olympische Spelen in Seoel. Duitsland veroverde er brons door in de troostfinale met 3-0 te winnen van Italië. Klinsmann opende in dat duel al na vijf minuten de score.
Een jaar eerder had de spits ook zijn debuut gemaakt bij het West-Duits elftal van bondscoach Franz Beckenbauer. De oud-wereldkampioen nam de 24-jarige aanvaller in 1988 ook mee naar het Europees kampioenschap, dat door West-Duitsland zelf werd georganiseerd. De Duitsers werden er in de halve finale uitgeschakeld door later winnaar Nederland (2-1). Twee jaar later werd West-Duitsland wereldkampioen. Op het WK in Italië nam het team van Beckenbauer sportieve wraak tegen Nederland, dat in de 1/8 finale met 2-1 werd uitgeschakeld. Het geladen duel werd ontsierd door een spuwincident tussen Frank Rijkaard en Klinsmanns spitsbroeder Rudi Völler. Na de uitsluiting van Völler vormde Klinsmann met succes een eenmansaanval. In de finale werd Argentinië met 1-0 verslagen.
Twee jaar later bereikte Duitsland, dat inmiddels gecoacht werd door Berti Vogts, ook de finale van het EK in Zweden. In de finale verloren de Duitsers met 2-0 van Denemarken. Klinsmann speelde de volledige wedstrijd.
Op het WK 1994 in de Verenigde Staten werd België uitgeschakeld na een controversieel duel waarin de Zwitserse scheidsrechter Kurt Röthlisberger de Belgen geen strafschop toekende na een duidelijke overtreding op de doorgebroken Josip Weber. Röthlisberger werd na de wedstrijd door de FIFA naar huis gestuurd, Duitsland zelf vloog er een ronde later uit na een 2-1 nederlaag tegen Bulgarije. Klinsmann scoorde vijf keer tijdens het WK en kwam zo één doelpunt tekort om gedeeld topschutter te worden.
In 1996 nam Vogts de inmiddels 32-jarige Klinsmann ook mee naar het EK in Engeland. De Duitsers bereikten er opnieuw de finale en wonnen daarin met 2-1 van Tsjechië na een golden goal van invaller Oliver Bierhoff. Klinsmann was op dat ogenblik aanvoerder van het Duits elftal en mocht dus als eerste de Europese beker in ontvangst nemen. Hij kreeg de prijs uit handen van koningin Elizabeth II.
Ook toen Duitsland zich plaatste voor het WK 1998 in Frankrijk bleef de inmiddels 34-jarige Klinsmann aanvoerder. Duitsland overleefde de groepsfase en schakelde in de 1/8 finale Mexico uit. In de kwartfinale botste Duitsland op Kroatië, dat voor het eerst aan een WK deelnam. De Kroaten wonnen overtuigend met 3-0.
Klinsmann speelde in totaal 108 wedstrijden voor Duitsland en was goed voor 47 goals. Alleen Lothar Matthäus (150), Miroslav Klose (130) en Lukas Podolski (111) kwamen vaker uit voor Die Mannschaft. Klinsmann, die in eigen land de bijnaam "Gouden Bormbardier" kreeg omwille van zijn blonde haren en neus voor doelpunten, scoorde voor Duitsland op zes opeenvolgende toernooien (EK 1988, WK 1990, EK 1992, WK 1994, EK 1996, WK 1998).
| Interlands van Jürgen Klinsmann voor West-Duitsland en Duitsland | Interlands van Jürgen Klinsmann voor West-Duitsland en Duitsland | Interlands van Jürgen Klinsmann voor West-Duitsland en Duitsland | Interlands van Jürgen Klinsmann voor West-Duitsland en Duitsland | Interlands van Jürgen Klinsmann voor West-Duitsland en Duitsland | Interlands van Jürgen Klinsmann voor West-Duitsland en Duitsland |
| №                                                                | Datum                                                            | Wedstrijd                                                        | Uitslag                                                          | Competitie                                                       | Goals                                                            |
| Als speler van VfB Stuttgart                                     | Als speler van VfB Stuttgart                                     | Als speler van VfB Stuttgart                                     | Als speler van VfB Stuttgart                                     | Als speler van VfB Stuttgart                                     | Als speler van VfB Stuttgart                                     |
| ---------------------------------------------------------------- | ---------------------------------------------------------------- | ---------------------------------------------------------------- | ---------------------------------------------------------------- | ---------------------------------------------------------------- | ---------------------------------------------------------------- |
| 1                                                                | 12 december 1987                                                 | Brazilië – West-Duitsland                                        | 1 – 1                                                            | Oefeninterland                                                   |                                                                  |
| 2                                                                | 16 december 1987                                                 | Argentinië – West-Duitsland                                      | 1 – 0                                                            | Oefeninterland                                                   |                                                                  |
| 3                                                                | 2 april 1988                                                     | West-Duitsland – Argentinië                                      | 1 – 0                                                            | Oefeninterland                                                   |                                                                  |
| 4                                                                | 27 april 1988                                                    | West-Duitsland – Zwitserland                                     | 1 – 0                                                            | Oefeninterland                                                   | Goal                                                             |
| 5                                                                | 4 juni 1988                                                      | West-Duitsland – Joegoslavië                                     | 1 – 1                                                            | Oefeninterland                                                   |                                                                  |
| 6                                                                | 10 juni 1988                                                     | West-Duitsland – Italië                                          | 1 – 1                                                            | EK-eindronde                                                     |                                                                  |
| 7                                                                | 14 juni 1988                                                     | West-Duitsland – Denemarken                                      | 2 – 0                                                            | EK-eindronde                                                     | Goal                                                             |
| 8                                                                | 17 juni 1988                                                     | West-Duitsland – Spanje                                          | 2 – 0                                                            | EK-eindronde                                                     |                                                                  |
| 9                                                                | 21 juni 1988                                                     | West-Duitsland – Nederland                                       | 1 – 2                                                            | EK-eindronde                                                     |                                                                  |
| 10                                                               | 19 oktober 1988                                                  | West-Duitsland – Nederland                                       | 0 – 0                                                            | WK-kwalificatie                                                  |                                                                  |
| 11                                                               | 26 april 1989                                                    | Nederland – West-Duitsland                                       | 1 – 1                                                            | WK-kwalificatie                                                  |                                                                  |
| 12                                                               | 31 mei 1989                                                      | Wales – West-Duitsland                                           | 0 – 0                                                            | WK-kwalificatie                                                  |                                                                  |
| Als speler van Inter Milaan                                      |                                                                  |                                                                  |                                                                  |                                                                  |                                                                  |
| 13                                                               | 4 oktober 1989                                                   | West-Duitsland – Finland                                         | 6 – 1                                                            | WK-kwalificatie                                                  | Goal                                                             |
| 14                                                               | 15 november 1989                                                 | West-Duitsland – Wales                                           | 2 – 1                                                            | WK-kwalificatie                                                  |                                                                  |
| 15                                                               | 28 februari 1990                                                 | Frankrijk – West-Duitsland                                       | 2 – 1                                                            | Oefeninterland                                                   |                                                                  |
| 16                                                               | 25 april 1990                                                    | West-Duitsland – Uruguay                                         | 3 – 3                                                            | Oefeninterland                                                   | Goal                                                             |
| 17                                                               | 26 mei 1990                                                      | West-Duitsland – Tsjecho-Slowakije                               | 1 – 0                                                            | Oefeninterland                                                   |                                                                  |
| 18                                                               | 30 mei 1990                                                      | West-Duitsland – Denemarken                                      | 1 – 0                                                            | Oefeninterland                                                   |                                                                  |
| 19                                                               | 10 juni 1990                                                     | West-Duitsland – Joegoslavië                                     | 4 – 1                                                            | WK-eindronde                                                     | Goal                                                             |
| 20                                                               | 15 juni 1990                                                     | West-Duitsland – Verenigde Arabische Emiraten                    | 5 – 1                                                            | WK-eindronde                                                     | Goal                                                             |
| 21                                                               | 19 juni 1990                                                     | West-Duitsland – Colombia                                        | 1 – 1                                                            | WK-eindronde                                                     |                                                                  |
| 22                                                               | 24 juni 1990                                                     | West-Duitsland – Nederland                                       | 2 – 1                                                            | WK-eindronde                                                     | Goal                                                             |
| 23                                                               | 1 juli 1990                                                      | West-Duitsland – Tsjecho-Slowakije                               | 1 – 0                                                            | WK-eindronde                                                     |                                                                  |
| 24                                                               | 4 juli 1990                                                      | West-Duitsland – Engeland                                        | 1 – 1                                                            | WK-eindronde                                                     |                                                                  |
| 25                                                               | 8 juli 1990                                                      | West-Duitsland – Argentinië                                      | 1 – 0                                                            | WK-eindronde                                                     |                                                                  |
| 26                                                               | 29 augustus 1990                                                 | Portugal – West-Duitsland                                        | 1 – 1                                                            | Oefeninterland                                                   |                                                                  |
| 27                                                               | 10 oktober 1990                                                  | Zweden – West-Duitsland                                          | 1 – 3                                                            | Oefeninterland                                                   | Goal                                                             |
| 28                                                               | 31 oktober 1990                                                  | Luxemburg – Duitsland                                            | 2 – 3                                                            | EK-kwalificatie                                                  | Goal                                                             |
| 29                                                               | 19 december 1990                                                 | Duitsland – Zwitserland                                          | 4 – 0                                                            | Oefeninterland                                                   |                                                                  |
| 30                                                               | 27 maart 1991                                                    | Duitsland – Sovjet-Unie                                          | 2 – 1                                                            | Oefeninterland                                                   |                                                                  |
| 31                                                               | 1 mei 1991                                                       | Duitsland – België                                               | 1 – 0                                                            | EK-kwalificatie                                                  |                                                                  |
| 32                                                               | 5 juni 1991                                                      | Wales – Duitsland                                                | 1 – 0                                                            | EK-kwalificatie                                                  |                                                                  |
| 33                                                               | 11 september 1991                                                | Engeland – Duitsland                                             | 0 – 1                                                            | Oefeninterland                                                   |                                                                  |
| 34                                                               | 25 maart 1992                                                    | Italië – Duitsland                                               | 1 – 0                                                            | Oefeninterland                                                   |                                                                  |
| 35                                                               | 22 april 1992                                                    | Tsjecho-Slowakije – Duitsland                                    | 1 – 1                                                            | Oefeninterland                                                   |                                                                  |
| 36                                                               | 30 mei 1992                                                      | Duitsland – Turkije                                              | 1 – 0                                                            | Oefeninterland                                                   |                                                                  |
| 37                                                               | 12 juni 1992                                                     | GOS – Duitsland                                                  | 1 – 1                                                            | EK-eindronde                                                     |                                                                  |
| 38                                                               | 15 juni 1992                                                     | Schotland – Duitsland                                            | 0 – 2                                                            | EK-eindronde                                                     |                                                                  |
| 39                                                               | 18 juni 1992                                                     | Nederland – Duitsland                                            | 3 – 1                                                            | EK-eindronde                                                     | Goal                                                             |
| 40                                                               | 21 juni 1992                                                     | Zweden – Duitsland                                               | 2 – 3                                                            | EK-eindronde                                                     |                                                                  |
| 41                                                               | 26 juni 1992                                                     | Denemarken – Duitsland                                           | 2 – 0                                                            | EK-eindronde                                                     |                                                                  |
| Als speler van AS Monaco                                         |                                                                  |                                                                  |                                                                  |                                                                  |                                                                  |
| 42                                                               | 9 september 1992                                                 | Denemarken – Duitsland                                           | 1 – 2                                                            | Oefeninterland                                                   |                                                                  |
| 43                                                               | 14 oktober 1992                                                  | Duitsland – Mexico                                               | 1 – 1                                                            | Oefeninterland                                                   |                                                                  |
| 44                                                               | 18 november 1992                                                 | Duitsland – Oostenrijk                                           | 0 – 0                                                            | Oefeninterland                                                   |                                                                  |
| 45                                                               | 16 december 1992                                                 | Brazilië – Duitsland                                             | 3 – 1                                                            | Oefeninterland                                                   |                                                                  |
| 46                                                               | 20 december 1992                                                 | Uruguay – Duitsland                                              | 1 – 4                                                            | Oefeninterland                                                   | Goal                                                             |
| 47                                                               | 24 maart 1993                                                    | Schotland – Duitsland                                            | 0 – 1                                                            | Oefeninterland                                                   |                                                                  |
| 48                                                               | 14 april 1993                                                    | Duitsland – Ghana                                                | 6 – 1                                                            | Oefeninterland                                                   | Goal · Goal                                                      |
| 49                                                               | 10 juni 1993                                                     | Brazilië – Duitsland                                             | 3 – 3                                                            | US Cup                                                           | Goal · Goal                                                      |
| 50                                                               | 13 juni 1993                                                     | Verenigde Staten – Duitsland                                     | 3 – 4                                                            | US Cup                                                           | Goal                                                             |
| 51                                                               | 19 juni 1993                                                     | Engeland – Duitsland                                             | 1 – 2                                                            | US Cup                                                           | Goal                                                             |
| 52                                                               | 13 oktober 1993                                                  | Duitsland – Uruguay                                              | 5 – 0                                                            | Oefeninterland                                                   |                                                                  |
| 53                                                               | 17 november 1993                                                 | Duitsland – Brazilië                                             | 2 – 1                                                            | Oefeninterland                                                   |                                                                  |
| 54                                                               | 15 december 1993                                                 | Argentinië – Duitsland                                           | 2 – 1                                                            | Oefeninterland                                                   |                                                                  |
| 55                                                               | 18 december 1993                                                 | Verenigde Staten – Duitsland                                     | 0 – 3                                                            | Oefeninterland                                                   |                                                                  |
| 56                                                               | 22 december 1993                                                 | Mexico – Duitsland                                               | 0 – 0                                                            | Oefeninterland                                                   |                                                                  |
| 57                                                               | 23 maart 1994                                                    | Duitsland – Italië                                               | 2 – 1                                                            | Oefeninterland                                                   | Goal · Goal                                                      |
| 58                                                               | 28 mei 1994                                                      | Duitsland – Ierland                                              | 0 – 2                                                            | Oefeninterland                                                   |                                                                  |
| 59                                                               | 2 juni 1994                                                      | Oostenrijk – Duitsland                                           | 1 – 5                                                            | Oefeninterland                                                   | Goal                                                             |
| 60                                                               | 8 juni 1994                                                      | Canada – Duitsland                                               | 0 – 2                                                            | Oefeninterland                                                   |                                                                  |
| 61                                                               | 17 juni 1994                                                     | Duitsland – Bolivia                                              | 1 – 0                                                            | WK-eindronde                                                     | Goal                                                             |
| 62                                                               | 21 juni 1994                                                     | Duitsland – Spanje                                               | 1 – 1                                                            | WK-eindronde                                                     | Goal                                                             |
| 63                                                               | 27 juni 1994                                                     | Duitsland – Zuid-Korea                                           | 3 – 2                                                            | WK-eindronde                                                     | Goal · Goal                                                      |
| 64                                                               | 2 juli 1994                                                      | Duitsland – België                                               | 3 – 2                                                            | WK-eindronde                                                     | Goal                                                             |
| 65                                                               | 10 juli 1994                                                     | Bulgarije – Duitsland                                            | 2 – 1                                                            | WK-eindronde                                                     |                                                                  |
| Als speler van Tottenham Hotspur                                 |                                                                  |                                                                  |                                                                  |                                                                  |                                                                  |
| 66                                                               | 7 september 1994                                                 | Rusland – Duitsland                                              | 0 – 1                                                            | Oefeninterland                                                   |                                                                  |
| 67                                                               | 12 oktober 1994                                                  | Hongarije – Duitsland                                            | 0 – 0                                                            | Oefeninterland                                                   |                                                                  |
| 68                                                               | 16 november 1994                                                 | Albanië – Duitsland                                              | 1 – 2                                                            | EK-kwalificatie                                                  | Goal                                                             |
| 69                                                               | 14 december 1994                                                 | Moldavië – Duitsland                                             | 0 – 3                                                            | EK-kwalificatie                                                  | Goal                                                             |
| 70                                                               | 18 december 1994                                                 | Duitsland – Albanië                                              | 2 – 1                                                            | EK-kwalificatie                                                  | Goal                                                             |
| 71                                                               | 22 februari 1995                                                 | Spanje – Duitsland                                               | 0 – 0                                                            | Oefeninterland                                                   |                                                                  |
| 72                                                               | 29 maart 1995                                                    | Georgië – Duitsland                                              | 0 – 2                                                            | EK-kwalificatie                                                  | Goal · Goal                                                      |
| 73                                                               | 26 april 1995                                                    | Duitsland – Wales                                                | 1 – 1                                                            | EK-kwalificatie                                                  |                                                                  |
| 74                                                               | 7 juni 1995                                                      | Bulgarije – Duitsland                                            | 3 – 2                                                            | EK-kwalificatie                                                  | Goal                                                             |
| Als speler van Bayern München                                    |                                                                  |                                                                  |                                                                  |                                                                  |                                                                  |
| 75                                                               | 6 september 1995                                                 | Duitsland – Georgië                                              | 4 – 1                                                            | EK-kwalificatie                                                  |                                                                  |
| 76                                                               | 8 oktober 1995                                                   | Duitsland – Moldavië                                             | 6 – 1                                                            | EK-kwalificatie                                                  |                                                                  |
| 77                                                               | 11 oktober 1995                                                  | Wales – Duitsland                                                | 1 – 2                                                            | EK-kwalificatie                                                  | Goal                                                             |
| 78                                                               | 15 november 1995                                                 | Duitsland – Bulgarije                                            | 3 – 1                                                            | EK-kwalificatie                                                  | Goal · Goal                                                      |
| 79                                                               | 15 december 1995                                                 | Zuid-Afrika – Duitsland                                          | 0 – 0                                                            | Oefeninterland                                                   |                                                                  |
| 80                                                               | 21 februari 1996                                                 | Portugal – Duitsland                                             | 1 – 2                                                            | Oefeninterland                                                   |                                                                  |
| 81                                                               | 27 maart 1996                                                    | Duitsland – Denemarken                                           | 2 – 0                                                            | Oefeninterland                                                   |                                                                  |
| 82                                                               | 24 april 1996                                                    | Nederland – Duitsland                                            | 0 – 1                                                            | Oefeninterland                                                   | Goal                                                             |
| 83                                                               | 29 mei 1996                                                      | Noord-Ierland – Duitsland                                        | 1 – 1                                                            | Oefeninterland                                                   |                                                                  |
| 84                                                               | 1 juni 1996                                                      | Duitsland – Frankrijk                                            | 0 – 1                                                            | Oefeninterland                                                   |                                                                  |
| 85                                                               | 4 juni 1996                                                      | Duitsland – Liechtenstein                                        | 9 – 1                                                            | Oefeninterland                                                   | Goal                                                             |
| 86                                                               | 16 juni 1996                                                     | Rusland – Duitsland                                              | 0 – 3                                                            | EK-eindronde                                                     | Goal · Goal                                                      |
| 87                                                               | 19 juni 1996                                                     | Italië – Duitsland                                               | 0 – 0                                                            | EK-eindronde                                                     |                                                                  |
| 88                                                               | 22 juni 1996                                                     | Duitsland – Kroatië                                              | 2 – 1                                                            | EK-eindronde                                                     | Goal                                                             |
| 89                                                               | 30 juni 1996                                                     | Duitsland – Tsjechië                                             | 2 – 1                                                            | EK-eindronde                                                     |                                                                  |
| 90                                                               | 4 september 1996                                                 | Polen – Duitsland                                                | 0 – 2                                                            | Oefeninterland                                                   | Goal                                                             |
| 91                                                               | 9 oktober 1996                                                   | Armenië – Duitsland                                              | 1 – 5                                                            | WK-kwalificatie                                                  | Goal                                                             |
| 92                                                               | 9 november 1996                                                  | Duitsland – Noord-Ierland                                        | 1 – 1                                                            | WK-kwalificatie                                                  |                                                                  |
| 93                                                               | 14 december 1996                                                 | Portugal – Duitsland                                             | 0 – 0                                                            | WK-kwalificatie                                                  |                                                                  |
| 94                                                               | 26 februari 1997                                                 | Israël – Duitsland                                               | 0 – 1                                                            | Oefeninterland                                                   |                                                                  |
| 95                                                               | 2 april 1997                                                     | Albanië – Duitsland                                              | 2 – 3                                                            | WK-kwalificatie                                                  |                                                                  |
| 96                                                               | 30 april 1997                                                    | Duitsland – Oekraïne                                             | 2 – 0                                                            | WK-kwalificatie                                                  |                                                                  |
| 97                                                               | 7 juni 1997                                                      | Oekraïne – Duitsland                                             | 0 – 0                                                            | WK-kwalificatie                                                  |                                                                  |
| Als speler van Sampdoria                                         |                                                                  |                                                                  |                                                                  |                                                                  |                                                                  |
| 98                                                               | 20 augustus 1997                                                 | Noord-Ierland – Duitsland                                        | 1 – 3                                                            | WK-kwalificatie                                                  |                                                                  |
| 99                                                               | 6 september 1997                                                 | Duitsland – Portugal                                             | 1 – 1                                                            | WK-kwalificatie                                                  |                                                                  |
| 100                                                              | 10 september 1997                                                | Duitsland – Armenië                                              | 4 – 0                                                            | WK-kwalificatie                                                  | Goal · Goal                                                      |
| Als speler van Tottenham Hotspur                                 |                                                                  |                                                                  |                                                                  |                                                                  |                                                                  |
| 101                                                              | 25 maart 1998                                                    | Duitsland – Brazilië                                             | 1 – 2                                                            | Oefeninterland                                                   |                                                                  |
| 102                                                              | 30 mei 1998                                                      | Duitsland – Colombia                                             | 3 – 1                                                            | Oefeninterland                                                   |                                                                  |
| 103                                                              | 5 juni 1998                                                      | Duitsland – Luxemburg                                            | 7 – 0                                                            | Oefeninterland                                                   | Goal                                                             |
| 104                                                              | 15 juni 1998                                                     | Duitsland – Verenigde Staten                                     | 2 – 0                                                            | WK-eindronde                                                     | Goal                                                             |
| 105                                                              | 21 juni 1998                                                     | Duitsland – Joegoslavië                                          | 2 – 2                                                            | WK-eindronde                                                     |                                                                  |
| 106                                                              | 25 juni 1998                                                     | Duitsland – Iran                                                 | 2 – 0                                                            | WK-eindronde                                                     | Goal                                                             |
| 107                                                              | 29 juni 1998                                                     | Duitsland – Mexico                                               | 2 – 1                                                            | WK-eindronde                                                     | Goal                                                             |
| 108                                                              | 4 juli 1998                                                      | Kroatië – Duitsland                                              | 3 – 0                                                            | WK-eindronde                                                     |                                                                  |

## Trainerscarrière

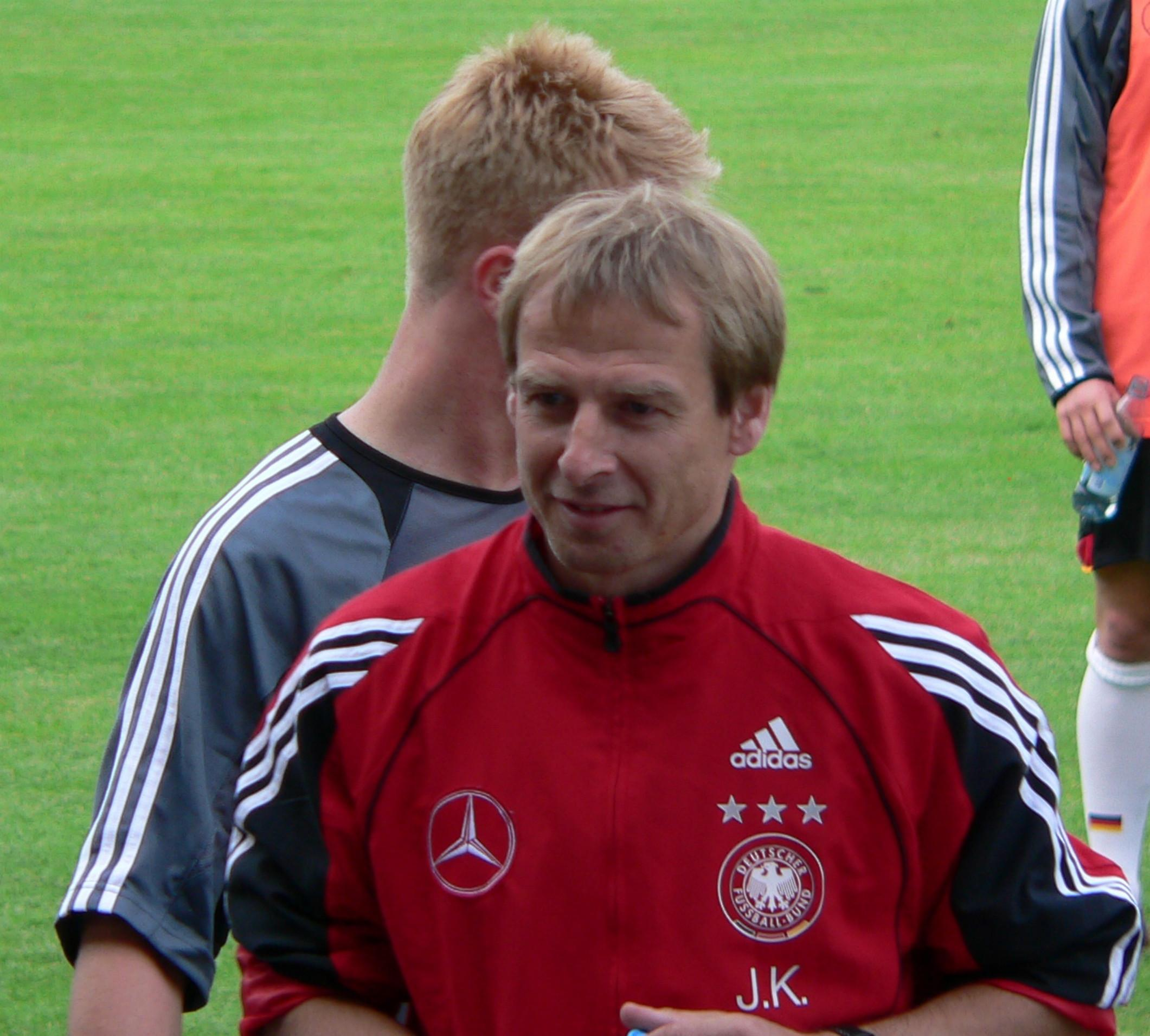
Klinsmann als bondscoach van Duitsland (2005).

### Bondscoach Duitsland
Op 26 juli 2004 volgde Klinsmann zijn vroegere spitsbroeder Rudi Völler op als bondscoach van Duitsland. Het team had er net een slecht Europees kampioenschap opzitten, waardoor Klinsmann besloot om drastisch in te grijpen. Hij begon zijn spelerskern te verjongen en zei dat hij geen rekening hield met de reputatie van spelers, enkel met hun prestaties. Hij nam ook oud-ploegmaat Oliver Bierhoff in dienst. Die moest zich met de public relations van het team bezighouden, zodat hij zich meer op het trainingsgedeelte kon concentreren. In de aanloop naar het WK 2006, waarvoor Duitsland als gastland rechtstreeks geplaatst was, kreeg Klinsmann heel wat kritiek te verduren. Zeker toen Duitsland in een oefenduel met 4-1 verloor van Italië. Ook zijn te aanvallende tactiek werd door de pers op de korrel genomen. Tijdens de Confederations Cup in 2005 begon Klinsmann te roteren onder zijn doelmannen, tot grote ergernis van keeper Oliver Kahn. In april 2006 koos Klinsmann resoluut voor Jens Lehmann als eerste doelman. Lehmann bereikte dat jaar met Arsenal FC de finale van de Champions League.
Op het WK maakte Duitsland een uitstekende indruk. Het won in de groepsfase elke wedstrijd en plaatste zich uiteindelijk voor de halve finale. Daarin verloor Duitsland met 2-0 van Italië. In de troostfinale won Duitsland met 3-1 van Portugal. Na het toernooi kreeg de fel bekritiseerde Klinsmann meer steun van het publiek. Ook Franz Beckenbauer, die aanvankelijk geen aanhanger was van Klinsmann, hoopte dat hij zou doorgaan als bondscoach.
Ondanks zijn toegenomen populariteit als bondscoach besloot Klinsmann op 11 juli 2006 om zijn contract niet te verlengen. De assistent van Klinsmann, Joachim Löw, nam het roer over.

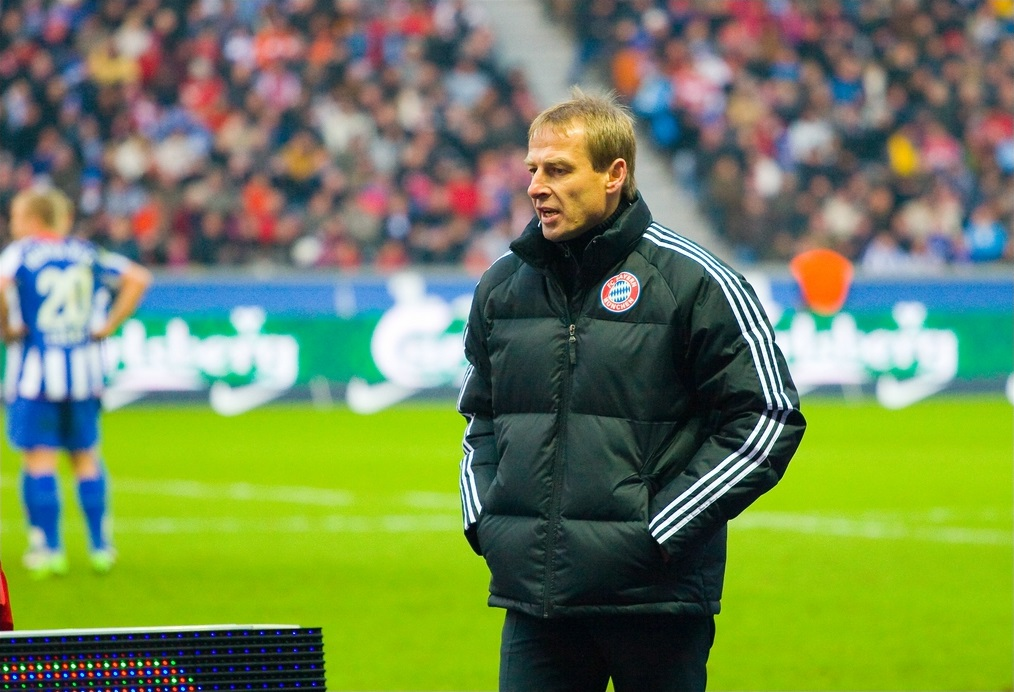
Klinsmann was in het seizoen 2008/09 coach van Bayern München.

### Bayern München
In juli 2008 volgde Klinsmann succescoach Ottmar Hitzfeld op als trainer van Bayern München, dat toen net kampioen was geworden. Klinsmann probeerde de club verder te professionaliseren. Hij richtte een nieuw performance center op en maakte van Engels de voertaal binnen het team. De club investeerde ook duizenden euro's aan computers, die door Klinsmann gebruikt werden om zijn spelers instructies mee te geven. Dit stond in sterk contrast met zijn latere opvolger Jupp Heynckes, die een bord en enkele stiften gebruikte om de tactiek te bespreken.
Op 27 april 2009 werd Klinsmann, die een conflict had met het bestuur, ontslagen. Bayern was op dat ogenblik slechts drie punten verwijderd van de eerste plaats. Jupp Heynckes maakte het seizoen verder af.

### Bondscoach Verenigde Staten
Na zijn ontslag bij Bayern keerde Klinsmann terug naar Amerika. Hij werd er raadgever bij Toronto FC. Op 29 juli 2011 werd hij aangesteld als bondscoach van de Verenigde Staten. Een jaar later zorgde zijn team voor een historische zege tegen Italië. De viervoudige wereldkampioen verloor met 1-0 van de Verenigde Staten. Het was de eerste maal dat de Verenigde Staten wisten te winnen van Italië, dat toen al 20 wedstrijden ongeslagen was. In juli 2013 veroverde hij met de Verenigde Staten de CONCACAF Gold Cup. In de finale won het elftal van Klinsmann met 1-0 van Panama. Op 10 september 2013 plaatse Klinsmann zich met de Verenigde Staten voor het WK 2014 in Brazilië. Op 12 december 2013 werd zijn contract verlengd tot medio 2018. Op het eindtoernooi overleefden de Verenigde Staten de groepsfase met Portugal, Duitsland en Ghana als tegenstanders. Klinsmann werd achter vaderland Duitsland tweede in de groep en werd door België uitgeschakeld in de volgende ronde (knock-outfase). Op 21 november 2016 werd hij ontslagen als bondscoach van Team USA, na 2 nederlagen in de kwalificatiereeks voor het WK voetbal 2018 in Rusland.

### Hertha BSC
Klinsmann werd op 27 november 2019 voorgesteld als nieuwe hoofdtrainer bij Hertha BSC. Hij was sinds half 2019 al lid van de raad van commissarissen van de club. Op 11 februari 2020 nam hij al na tien weken ontslag door gebrek aan vertrouwen van de clubleiding.

### Bondscoach Zuid-Korea
In februari 2023 tekende Klinsmann een contract als bondscoach van Zuid-Korea tot en met het WK van 2026.
| Interlands Verenigde Staten onder leiding van Jürgen Klinsmann | Interlands Verenigde Staten onder leiding van Jürgen Klinsmann | Interlands Verenigde Staten onder leiding van Jürgen Klinsmann | Interlands Verenigde Staten onder leiding van Jürgen Klinsmann | Interlands Verenigde Staten onder leiding van Jürgen Klinsmann |
| №                                                              | Datum                                                          | Wedstrijd                                                      | Uitslag                                                        | Competitie                                                     |
| -------------------------------------------------------------- | -------------------------------------------------------------- | -------------------------------------------------------------- | -------------------------------------------------------------- | -------------------------------------------------------------- |
| 1                                                              | 10 augustus 2011                                               | Verenigde Staten – Mexico                                      | 1 – 1                                                          | Oefeninterland                                                 |
| 2                                                              | 2 september 2011                                               | Verenigde Staten – Costa Rica                                  | 1 – 0                                                          | Oefeninterland                                                 |
| 3                                                              | 6 september 2011                                               | België – Verenigde Staten                                      | 1 – 0                                                          | Oefeninterland                                                 |
| 4                                                              | 8 oktober 2011                                                 | Verenigde Staten – Honduras                                    | 1 – 0                                                          | Oefeninterland                                                 |
| 5                                                              | 11 oktober 2011                                                | Verenigde Staten – Ecuador                                     | 0 – 1                                                          | Oefeninterland                                                 |
| 6                                                              | 11 november 2011                                               | Frankrijk – Verenigde Staten                                   | 1 – 0                                                          | Oefeninterland                                                 |
| 7                                                              | 15 november 2011                                               | Slovenië – Verenigde Staten                                    | 2 – 3                                                          | Oefeninterland                                                 |
| 8                                                              | 21 januari 2012                                                | Verenigde Staten – Venezuela                                   | 1 – 0                                                          | Oefeninterland                                                 |
| 9                                                              | 25 januari 2012                                                | Panama – Verenigde Staten                                      | 0 – 1                                                          | Oefeninterland                                                 |
| 10                                                             | 29 februari 2012                                               | Italië – Verenigde Staten                                      | 0 – 1                                                          | Oefeninterland                                                 |
| 11                                                             | 26 mei 2012                                                    | Verenigde Staten – Schotland                                   | 5 – 1                                                          | Oefeninterland                                                 |
| 12                                                             | 30 mei 2012                                                    | Verenigde Staten – Brazilië                                    | 1 – 4                                                          | Oefeninterland                                                 |
| 13                                                             | 3 juni 2012                                                    | Canada – Verenigde Staten                                      | 0 – 0                                                          | Oefeninterland                                                 |
| 14                                                             | 8 juni 2012                                                    | Verenigde Staten – Antigua en Barbuda                          | 3 – 1                                                          | WK-kwalificatie                                                |
| 15                                                             | 12 juni 2012                                                   | Guatemala – Verenigde Staten                                   | 1 – 1                                                          | WK-kwalificatie                                                |
| 16                                                             | 15 augustus 2012                                               | Mexico – Verenigde Staten                                      | 0 – 1                                                          | Oefeninterland                                                 |
| 17                                                             | 7 september 2012                                               | Jamaica – Verenigde Staten                                     | 2 – 1                                                          | WK-kwalificatie                                                |
| 18                                                             | 11 september 2012                                              | Jamaica – Verenigde Staten                                     | 1 – 0                                                          | WK-kwalificatie                                                |
| 19                                                             | 12 oktober 2012                                                | Antigua en Barbuda – Verenigde Staten                          | 1 – 2                                                          | WK-kwalificatie                                                |
| 20                                                             | 16 oktober 2012                                                | Verenigde Staten – Guatemala                                   | 3 – 1                                                          | WK-kwalificatie                                                |
| 21                                                             | 14 november 2012                                               | Rusland – Verenigde Staten                                     | 2 – 2                                                          | Oefeninterland                                                 |
| 22                                                             | 29 januari 2013                                                | Verenigde Staten – Canada                                      | 0 – 0                                                          | Oefeninterland                                                 |
| 23                                                             | 6 februari 2013                                                | Honduras – Verenigde Staten                                    | 2 – 1                                                          | WK-kwalificatie                                                |
| 24                                                             | 22 maart 2013                                                  | Verenigde Staten – Costa Rica                                  | 1 – 0                                                          | WK-kwalificatie                                                |
| 25                                                             | 26 maart 2013                                                  | Mexico – Verenigde Staten                                      | 0 – 0                                                          | WK-kwalificatie                                                |
| 26                                                             | 29 mei 2013                                                    | Verenigde Staten – België                                      | 2 – 4                                                          | Oefeninterland                                                 |
| 27                                                             | 2 juni 2013                                                    | Verenigde Staten – Duitsland                                   | 4 – 3                                                          | Oefeninterland                                                 |
| 28                                                             | 7 juni 2013                                                    | Jamaica – Verenigde Staten                                     | 1 – 2                                                          | WK-kwalificatie                                                |
| 29                                                             | 11 juni 2013                                                   | Verenigde Staten – Panama                                      | 2 – 0                                                          | WK-kwalificatie                                                |
| 30                                                             | 18 juni 2013                                                   | Verenigde Staten – Honduras                                    | 1 – 0                                                          | WK-kwalificatie                                                |
| 31                                                             | 5 juli 2013                                                    | Verenigde Staten – Guatemala                                   | 6 – 0                                                          | Oefeninterland                                                 |
| 32                                                             | 9 juli 2013                                                    | Verenigde Staten – Belize                                      | 6 – 1                                                          | CONCACAF Gold Cup                                              |
| 33                                                             | 13 juli 2013                                                   | Verenigde Staten – Cuba                                        | 4 – 1                                                          | CONCACAF Gold Cup                                              |
| 34                                                             | 16 juli 2013                                                   | Verenigde Staten – Costa Rica                                  | 1 – 0                                                          | CONCACAF Gold Cup                                              |
| 35                                                             | 21 juli 2013                                                   | Verenigde Staten – El Salvador                                 | 5 – 1                                                          | CONCACAF Gold Cup                                              |
| 36                                                             | 24 juli 2013                                                   | Honduras – Verenigde Staten                                    | 1 – 3                                                          | CONCACAF Gold Cup                                              |
| 37                                                             | 28 juli 2013                                                   | Verenigde Staten – Panama                                      | 1 – 0                                                          | CONCACAF Gold Cup                                              |
| 38                                                             | 14 augustus 2013                                               | Bosnië en Herzegovina – Verenigde Staten                       | 3 – 4                                                          | Oefeninterland                                                 |
| 39                                                             | 6 september 2013                                               | Costa Rica – Verenigde Staten                                  | 3 – 1                                                          | WK-kwalificatie                                                |
| 40                                                             | 10 september 2013                                              | Verenigde Staten – Mexico                                      | 2 – 0                                                          | WK-kwalificatie                                                |
| 41                                                             | 11 oktober 2013                                                | Verenigde Staten – Jamaica                                     | 2 – 0                                                          | WK-kwalificatie                                                |
| 42                                                             | 15 oktober 2013                                                | Panama – Verenigde Staten                                      | 2 – 3                                                          | WK-kwalificatie                                                |
| 43                                                             | 15 november 2013                                               | Schotland – Verenigde Staten                                   | 0 – 0                                                          | Oefeninterland                                                 |
| 44                                                             | 19 november 2013                                               | Oostenrijk – Verenigde Staten                                  | 1 – 0                                                          | Oefeninterland                                                 |
| 45                                                             | 1 februari 2014                                                | Verenigde Staten – Zuid-Korea                                  | 2 – 0                                                          | Oefeninterland                                                 |
| 46                                                             | 5 maart 2014                                                   | Oekraïne – Verenigde Staten                                    | 2 – 0                                                          | Oefeninterland                                                 |
| 47                                                             | 2 april 2014                                                   | Verenigde Staten – Mexico                                      | 2 – 2                                                          | Oefeninterland                                                 |
| 48                                                             | 27 mei 2014                                                    | Verenigde Staten – Azerbeidzjan                                | 2 – 0                                                          | Oefeninterland                                                 |
| 49                                                             | 1 juni 2014                                                    | Verenigde Staten – Turkije                                     | 2 – 1                                                          | Oefeninterland                                                 |
| 50                                                             | 7 juni 2014                                                    | Verenigde Staten – Nigeria                                     | 2 – 1                                                          | Oefeninterland                                                 |
| 51                                                             | 12 juni 2014                                                   | Ghana – Verenigde Staten                                       | 1 – 2                                                          | Wereldkampioenschap                                            |
| 52                                                             | 22 juni 2014                                                   | Verenigde Staten – Portugal                                    | 2 – 2                                                          | Wereldkampioenschap                                            |
| 53                                                             | 26 juni 2014                                                   | Verenigde Staten – Duitsland                                   | 0 – 1                                                          | Wereldkampioenschap                                            |
| 54                                                             | 1 juli 2014                                                    | België – Verenigde Staten                                      | 2 – 1                                                          | Wereldkampioenschap                                            |
| 55                                                             | 3 september 2014                                               | Tsjechië – Verenigde Staten                                    | 0 – 1                                                          | Oefeninterland                                                 |
| 56                                                             | 10 oktober 2014                                                | Verenigde Staten – Ecuador                                     | 1 – 1                                                          | Oefeninterland                                                 |
| 57                                                             | 14 oktober 2014                                                | Verenigde Staten – Honduras                                    | 1 – 1                                                          | Oefeninterland                                                 |
| 58                                                             | 14 november 2014                                               | Verenigde Staten – Colombia                                    | 1 – 2                                                          | Oefeninterland                                                 |
| 59                                                             | 18 november 2014                                               | Ierland – Verenigde Staten                                     | 4 – 1                                                          | Oefeninterland                                                 |
| 60                                                             | 1 februari 2015                                                | Chili – Verenigde Staten                                       | 3 – 2                                                          | Oefeninterland                                                 |
| 61                                                             | 8 februari 2015                                                | Verenigde Staten – Panama                                      | 2 – 0                                                          | Oefeninterland                                                 |
| 62                                                             | 25 maart 2015                                                  | Denemarken – Verenigde Staten                                  | 3 – 2                                                          | Oefeninterland                                                 |
| 63                                                             | 31 maart 2015                                                  | Zwitserland – Verenigde Staten                                 | 1 – 1                                                          | Oefeninterland                                                 |
| 64                                                             | 15 april 2015                                                  | Verenigde Staten – Mexico                                      | 2 – 0                                                          | Oefeninterland                                                 |
| 65                                                             | 5 juni 2015                                                    | Nederland – Verenigde Staten                                   | 3 – 4                                                          | Oefeninterland                                                 |
| 66                                                             | 10 juni 2015                                                   | Duitsland – Verenigde Staten                                   | 1 – 2                                                          | Oefeninterland                                                 |
| 67                                                             | 3 juli 2015                                                    | Verenigde Staten – Guatemala                                   | 4 – 0                                                          | Oefeninterland                                                 |
| 68                                                             | 7 juli 2015                                                    | Verenigde Staten – Honduras                                    | 2 – 1                                                          | CONCACAF Gold Cup                                              |
| 69                                                             | 10 juli 2015                                                   | Verenigde Staten – Haïti                                       | 1 – 0                                                          | CONCACAF Gold Cup                                              |
| 70                                                             | 13 juli 2015                                                   | Verenigde Staten – Panama                                      | 1 – 1                                                          | CONCACAF Gold Cup                                              |
| 71                                                             | 18 juli 2015                                                   | Verenigde Staten – Cuba                                        | 6 – 0                                                          | CONCACAF Gold Cup                                              |
| 72                                                             | 22 juli 2015                                                   | Verenigde Staten – Jamaica                                     | 1 – 2                                                          | CONCACAF Gold Cup                                              |
| 73                                                             | 25 juli 2015                                                   | Verenigde Staten – Panama                                      | 1 – 1                                                          | CONCACAF Gold Cup                                              |
| 74                                                             | 4 september 2015                                               | Verenigde Staten – Peru                                        | 2 – 1                                                          | Oefeninterland                                                 |
| 75                                                             | 8 september 2015                                               | Verenigde Staten – Brazilië                                    | 1 – 4                                                          | Oefeninterland                                                 |
| 76                                                             | 10 oktober 2015                                                | Mexico – Verenigde Staten                                      | 3 – 2                                                          | CONCACAF Cup                                                   |
| 77                                                             | 13 oktober 2015                                                | Verenigde Staten – Costa Rica                                  | 0 – 1                                                          | Oefeninterland                                                 |
| 78                                                             | 13 november 2015                                               | Verenigde Staten – Saint Vincent                               | 6 – 1                                                          | WK-kwalificatie                                                |
| 79                                                             | 17 november 2015                                               | Trinidad en Tobago – Verenigde Staten                          | 0 – 0                                                          | WK-kwalificatie                                                |
| 80                                                             | 31 januari 2016                                                | Verenigde Staten – IJsland                                     | 3 – 2                                                          | Oefeninterland                                                 |
| 81                                                             | 5 februari 2016                                                | Verenigde Staten – Canada                                      | 1 – 0                                                          | Oefeninterland                                                 |
| 82                                                             | 25 maart 2016                                                  | Guatemala – Verenigde Staten                                   | 2 – 0                                                          | WK-kwalificatie                                                |
| 83                                                             | 29 maart 2016                                                  | Verenigde Staten – Guatemala                                   | 4 – 0                                                          | WK-kwalificatie                                                |
| 84                                                             | 22 mei 2016                                                    | Puerto Rico – Verenigde Staten                                 | 1 – 3                                                          | Oefeninterland                                                 |
| 85                                                             | 25 mei 2016                                                    | Verenigde Staten – Ecuador                                     | 1 – 0                                                          | Oefeninterland                                                 |
| 86                                                             | 28 mei 2016                                                    | Verenigde Staten – Bolivia                                     | 4 – 0                                                          | Oefeninterland                                                 |
| 87                                                             | 3 juni 2016                                                    | Verenigde Staten – Colombia                                    | 0 – 2                                                          | Copa América                                                   |
| 88                                                             | 7 juni 2016                                                    | Verenigde Staten – Costa Rica                                  | 4 – 0                                                          | Copa América                                                   |
| 89                                                             | 11 juni 2016                                                   | Verenigde Staten – Paraguay                                    | 1 – 0                                                          | Copa América                                                   |
| 90                                                             | 16 juni 2016                                                   | Verenigde Staten – Ecuador                                     | 2 – 1                                                          | Copa América                                                   |
| 91                                                             | 21 juni 2016                                                   | Argentinië – Verenigde Staten                                  | 4 – 0                                                          | Copa América                                                   |
| 92                                                             | 25 juni 2016                                                   | Colombia – Verenigde Staten                                    | 1 – 0                                                          | Copa América                                                   |
| 93                                                             | 2 september 2016                                               | Saint Vincent – Verenigde Staten                               | 0 – 6                                                          | WK-kwalificatie                                                |
| 94                                                             | 6 september 2016                                               | Verenigde Staten – Trinidad en Tobago                          | 4 – 0                                                          | WK-kwalificatie                                                |
| 95                                                             | 7 oktober 2016                                                 | Cuba – Verenigde Staten                                        | 0 – 2                                                          | WK-kwalificatie                                                |
| 96                                                             | 11 oktober 2016                                                | Verenigde Staten – Nieuw-Zeeland                               | 1 – 1                                                          | Oefeninterland                                                 |
| 97                                                             | 11 november 2016                                               | Verenigde Staten – Mexico                                      | 1 – 2                                                          | WK-kwalificatie                                                |
| 98                                                             | 15 november 2016                                               | Costa Rica – Verenigde Staten                                  | 4 – 0                                                          | WK-kwalificatie                                                |

## Erelijst
Als speler
 Internazionale
- Supercoppa Italiana: 1989
- UEFA Cup: 1990/91

 Bayern München
- UEFA Cup: 1995/96
- Bundesliga: 1996/97

 (West-) Duitsland
- FIFA WK: 1990
- UEFA EK: 1996
- U.S. Cup: 1993

Individueel als speler
- Duits doelpunt van het Jaar: 1987
- Topscorer Bundesliga: 1987/88
- kicker Bundesliga Ploeg van het Seizoen: 1987/88
- West-Duits Voetballer van het Jaar: 1988
- FIFA-wereldkampioenschap All-Star Team: 1990
- Duits Voetballer van het Jaar: 1994
- Premier League Speler van de Maand: augustus 1994
- Tottenham Hotspur Clubspeler van het Jaar: 1994
- FWA Footballer of the Year: 1994/95 (Tottenham Hotspur)
- Premier League PFA Ploeg van het Jaar: 1994/95
- ESM Ploeg van het Jaar: 1994/95
- IFFHS World's Top Goal Scorer of the Year: 1995
- Ballon d'Or: tweede in 1995
- Wereldvoetballer van het jaar: brons in 1995
- Topscoorder UEFA Cup: 1995/96
- FIFA XI: 1996, 1999
- FIFA 100

Als trainer
 Verenigde Staten
- CONCACAF Gold Cup: 2013

Individueel als trainer
- Duits Trainer van het Jaar: 2006
- CONCACAF Trainer van het Jaar: 2013

## Persoonlijk
Klinsmann leeft sinds 1998 in Los Angeles (Verenigde Staten) met zijn Amerikaanse echtgenote Debbie Chin en hun twee kinderen, Jonathan en Laila.